# 鋒秀号事件
鋒秀号事件（ポンスごうじけん）は、2003年4月に発生した麻薬密輸事件。オーストラリアへヘロインを密輸しようとしていた北朝鮮の貨物船鋒秀号が逃走の末オーストラリア陸軍SASにより掌握され北朝鮮政府関係者を含む容疑者が逮捕された。貨物船は数年後にオーストラリア空軍のF-111によって撃沈された。

## 歴史
2003年4月16日にオーストラリア警察はビクトリア州ワイ・リバー市近くでツバル船籍で排水量3500トンの貨物船鋒秀号（Pong Su）が海岸に不自然に接近しているのを発見した。海岸にいた不審者二名を追跡すると彼らは近くのホテルに向かった。翌朝ホテルをチェックアウトした不審者を逮捕したところ50kgのヘロインを所持していることが判明した。不審者がいた海岸を捜索すると、一隻の小舟の脇に海藻で体を隠された東アジア出身者と見られる死体を発見した。ヘロインを貨物船から小舟で海岸に輸送した際に小舟が転覆し一人が溺れたものと推定された。警察はさらに二名を付近の町で逮捕した。押収したGPS装置の解析からさらに隠されていたヘロインが5月に発見された。最終的に押収されたヘロインの量は150kgとなった。
ビクトリア州警察の艦船は鋒秀号に付近の港に向かうよう命じたが、船は公海へ逃れようとバス海峡を東に向け逃走した。警察の船が接近したものの、シーステートが4から5と海が荒れていたため接舷することが出来なかった。警察は軍に助力を頼み、陸軍特殊空挺部隊連隊（SAS）を載せたフリゲート「スチュアート」がシドニーを出港し追跡に加わった。税関国境警備局と空軍の飛行機が空中からの監視をおこなった。4日間におよぶ追跡劇の後、軍の特殊部隊がヘリコプターと複合艇で鋒秀号に強行移乗し船は掌握された。
船はシドニーへと回航された。乗っていた30人が逮捕されたが、そのうち一人は北朝鮮労働党員で駐中国の上級外交官を務めた人物だった。北朝鮮政府は、鋒秀号は民間の貨物船で不法な荷が存在したことは知らなかったとコメントしたが、北朝鮮政府が麻薬の製造と密輸に関わっていることが強く示唆された。アメリカ政府も北朝鮮政府が外貨獲得手段として麻薬の製造密輸を行なっているという報告書を公表した。
陸上で逮捕された4人は売買用の麻薬の密輸を助け教唆した罪で有罪となり22年から24年の懲役刑となった。この4人は北朝鮮出身ではなく、マレーシア、シンガポール、中国出身であった。
鋒秀号の乗務員のうち、27人については麻薬の存在を知っていた十分な証拠が無いとして釈放された。彼らは2004年6月24日にオーストラリアを出国した。船の政治士官、船長、一等航海士、機関長の4人が裁判にかけられた。裁判は2005年8月に開始され、2006年3月5日にビクトリア州最高裁判所は証拠不十分により無罪を言い渡した。4人は北朝鮮に帰国した。
鋒秀号は当初シドニー港の海軍施設に係留されていたが、スネイルズ湾に移されそこで2年近く留められた。メンテナンスと警備に一日2500ドルのコストがかかると報道され破棄することになりチャウダー湾へ移動された。海軍艦船による砲撃や潜水艦による魚雷攻撃も検討されたが、2006年3月23日にオーストラリア空軍のF-111から投下された二発の2000ポンドレーザー誘導爆弾によって撃沈された。この処置は北朝鮮政府に対する強いメッセージを送る意図で決定された。船主の代理人はオーストラリア政府を相手取って訴訟を起こすとコメントしたが、司法長官のフィリップ・ラドックは麻薬密輸に関与した船の押収とその処理は政府に任されていると発表した。

## 関連
- 不審船

## 参照
1. 1 2  “Pong Su- heroin boat bombed”. 9NEWS. (2006年3月24日) 2012年3月23日閲覧。
2. ↑  Barry Snushall. “The Enforcement Aspects of Australia's Oceans Policy”.   Department of Defence Australia. 2012年3月24日閲覧。
3. ↑  Lieutenant Commander Cindy A. Hurst, U.S. Naval Reserve. “North Korea:Government-Sponsored Drug Trafficking”.   Military Review. 2012年3月24日閲覧。
4. ↑  “N Korea 'trafficking drugs'”. BBC News. (2 March, 2004) 2012年3月23日閲覧。
5. ↑  “Pong Su four found not guilty”. The Age. (2006年3月5日) 2012年3月23日閲覧。